# Куала-лумпурский парк птиц
Куала-Лумпурский парк птиц, основанный в 1991 году, расположен в районе Озерные сады (Lake Gardens), является крупнейшим в мире открытым авиарием, занимая площадь более 8 гектаров (20,9 акров). В парке собрано более 2000 птиц, некоторые из них были переданы в дар гражданами и посольствами иностранных государств, таких как Австралия, Новая Гвинея, Таиланд, Танзания, Нидерланды, Китай. Парк является одним из известнейших туристических аттракционов Малайзии и его ежегодно посещают около 200000 человек. 5 декабря 2008 парк посетил бывший Президент США Билл Клинтон (англ.).

## Концепция парка
Основным отличием парка птиц является концепция «свободного полета», то есть большинство птиц находятся вне клеток и вольеров. Парк по всей территории накрыт сеткой, закрепленной на столбах.
Посетители имеют возможность близко познакомиться с жизнью более чем 800 птиц 60 местных и зарубежных видов, живущих вместе в почти естественной среде, созданной человеческими руками. Доказательством успеха проекта может служить то, что многие виды птиц настолько адаптировались к условиям парка, что размножаются естественным путём — со строительством гнёзд, высиживанием птенцов и этот цикл непрерывен год от года.

### Основные аттракционы
Парк разделен на 4 зоны:
- В 1 и 2 зоне на воле проживают более 60 видов птиц. В центре первой зоны расположена площадка с которой можно наблюдать за фламинго и пеликанами, обитающими в искусственном пруду[4]. В 1-й зоне так же находится аттракцион «Земля коршунов-браминов»[5] (англ.).
- 3 зона носит название «Парк птиц-носорогов». В ней среди кусочка малайских джунглей на воле обитает пара птиц, ставших символом парка — птицы-носороги (Rhinoceros Hornbill) . Рядом с ними живут азиатские птицы-носороги, священные майны[англ.][6] (англ.). Так же в 3 зоне расположены клетки с хищными птицами.
- В 4 зоне расположены:
- секция «Мир попугаев»[7],
- вольеры с птицами Востока, где можно увидеть свыше 50 различных видов птиц, например пару легендарных больших райских птиц, фиолетового[англ.] и зелёного турако, три вида туканов[8],
- искусственный 30-метровый водопад с лагуной для водоплавающих птиц, где можно увидеть особо охраняемый в Малайзии вид птиц — малайского аиста-клювача[9],
- амфитеатр на 350 зрителей, где ежедневно в 12:30 и 15:30 проводят бесплатные выступления для посетителей с участием птиц[10].

Ежедневно несколько раз в день посетителям парка предлагается посмотреть и поучаствовать в кормлении птиц.

### Инфраструктура парка
Помимо этого на территории парка расположены:
- Учебный центр где можно узнать о жизни, повадках, анатомии птиц[12] (англ.).
- Инкубатор, где можно увидеть как выводят птиц и если повезет понаблюдать как птенцы вылупляются из яиц.
- Детская игровая площадка
- Фотокиоск «Пернатые друзья» где c 9:30 до 18:00 можно сфотографироваться с птицами[13] (англ.)На террасе кафе
- Магазин сувениров «Hornbill»
- Ресторан и кафе «Hornbill»
- Молельная комната
- Зал для семинаров

### Нелетающие птицы
В Куала-Лумпурском парке птиц собраны все 4 вида нелетающих птиц:
Страус, Нанду, плотоядный шлемоносный казуар и Эму.

### Программа разведения
Куала-Лумпурский парк птиц с 2002 года активно начал программу разведения птиц. Различные виды птиц, местные и зарубежные, начали успешно
размножаться с вселяющим уверенность прогрессом который растёт год от года. Несколько примеров:
- Эму, коренная птица Австралии не испытала трудностей с адаптацией к климату Малайзии. С декабря 2002 года от шести родителей к настоящему времени выросли 37 птиц.
- Африканский серый попугай широко известный как самый умный вид попугаев в мире, успешно разводится в парке с июля 2002. За 8 сезонов размножения от одной пары удалось получить 14 попугаев в коллекцию парка. Их можно увидеть в 4-й зоне «Мир Попугаев» и сфотографироваться с ними в кабинке «Пернатые друзья».
- Жёлтоклювый клювач. Первый выводок цапель удалось получить в 2003 году. Яйца высиживали сами родители, но после того как птенцы вылупились их забрали, чтобы обеспечить выживаемость птенцов. Гнездовье этих птиц можно увидеть в 1-2 зоне парка. Все 11 птенцов из первого выводка осталось в живых.
- Серебряный фазан — самый крупный вид фазанов, распространенный в Юго-Восточной Азии и Китае. Все 9 яиц были высижены в феврале 2007 года и из них вылупились 9 здоровых птенцов. Эти птицы были помещены под специальный уход и будут выпущены в парк когда будут к этому готовы.
- Солнечный аратинга — все 4 цыпленка были получены в марте 2007.

Так же в программе разведения участвуют следующие виды птиц:
• Малайский клювач
• Красный лори
• Павлин обыкновенный
• Красная джунглевая курица
• Желтошапочный бюльбюль
• Фазан павлиний малайский

### Время работы и стоимость билета
Парк открыт ежедневно, включая выходные и государственные праздники, с 9 до 18, продажа билетов прекращается за 30 минут до закрытия. Рекомендуемое время экскурсии 2—3 часа.
На март 2009 стоимость стандартных входных билетов: взрослые — RM39, дети от 3 до 12 лет — RM29. На декабрь 2010 года взрослый билет стоил 45 . Сентябрь 2011 — взрослый билет 50 RM.
Октябрь 2012 — взрослый билет 48 RM, детский 38 RM.

### Как добраться
- Скоростным автобусом №B115 (от KL Sentral)
- Автобус № 21C, № 48C (от Kota Raya) и № 18, № 21A (от Chow Kit)
- Надземкой KTM до станции Old Railway Kuala Lumpur Station
- Туристическим автобусом Hop-On-Hop-Off остановка № 14
- 5 минут пешком от Национального Музея

#### Галерея

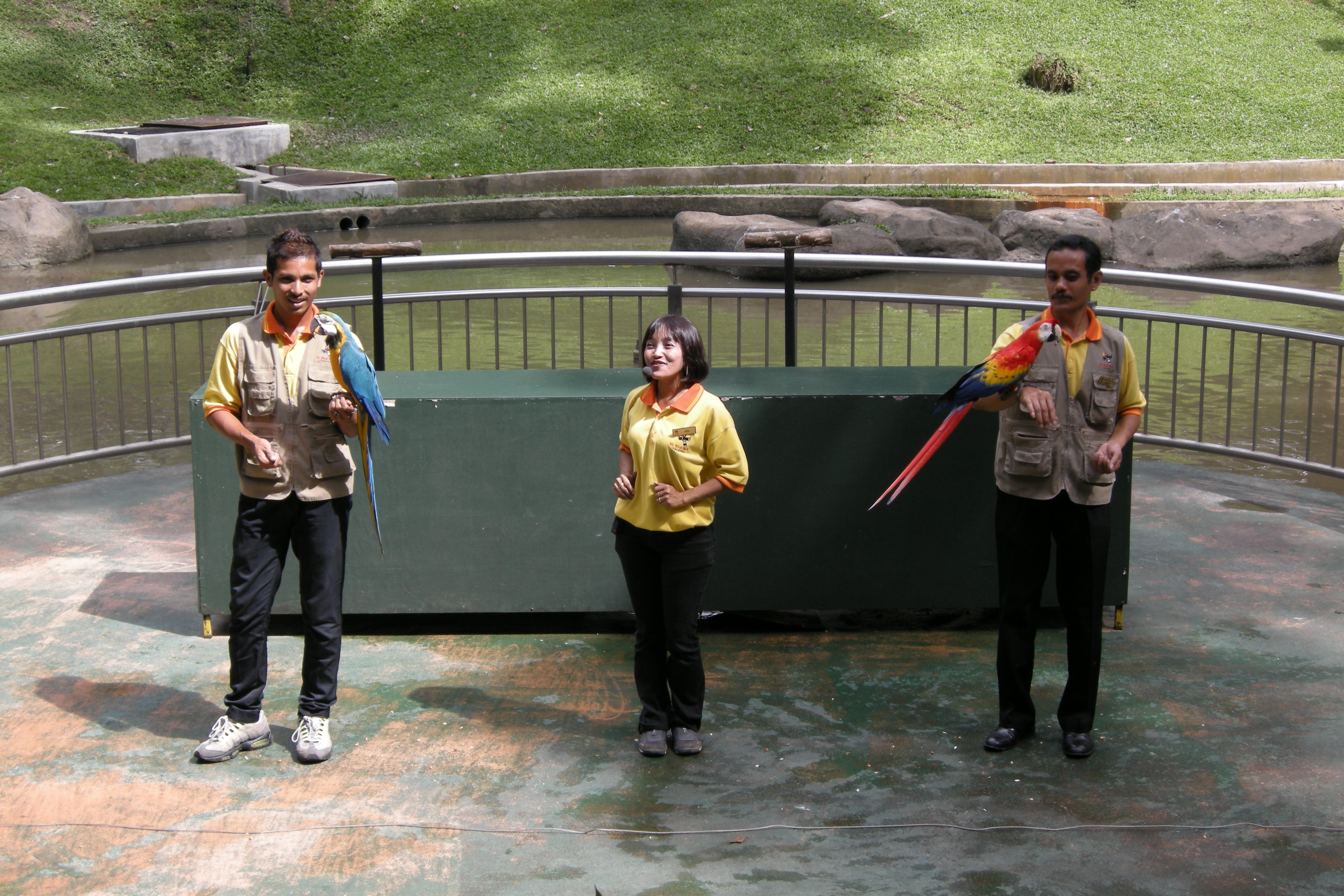
Представление
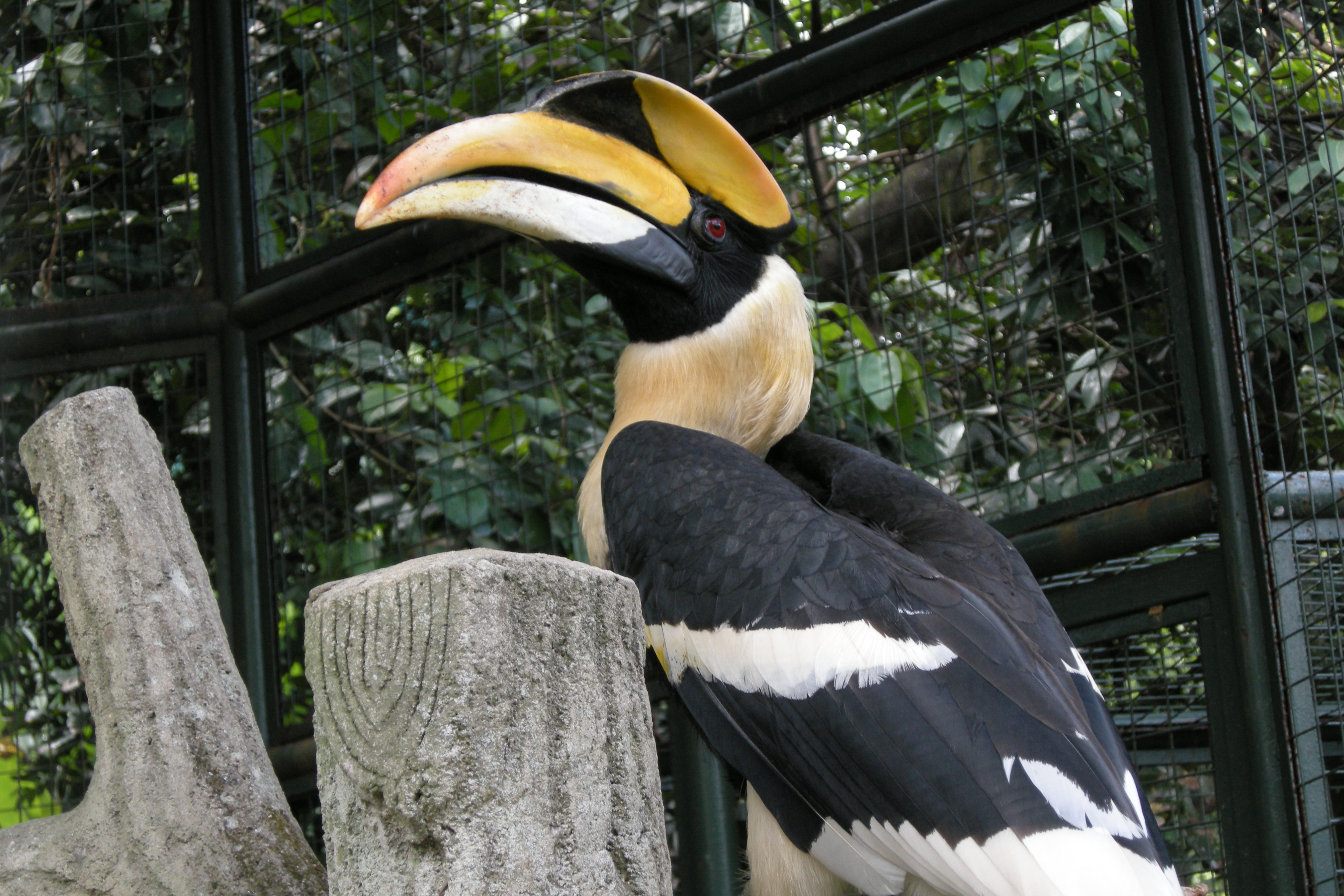
Большой индийский калао
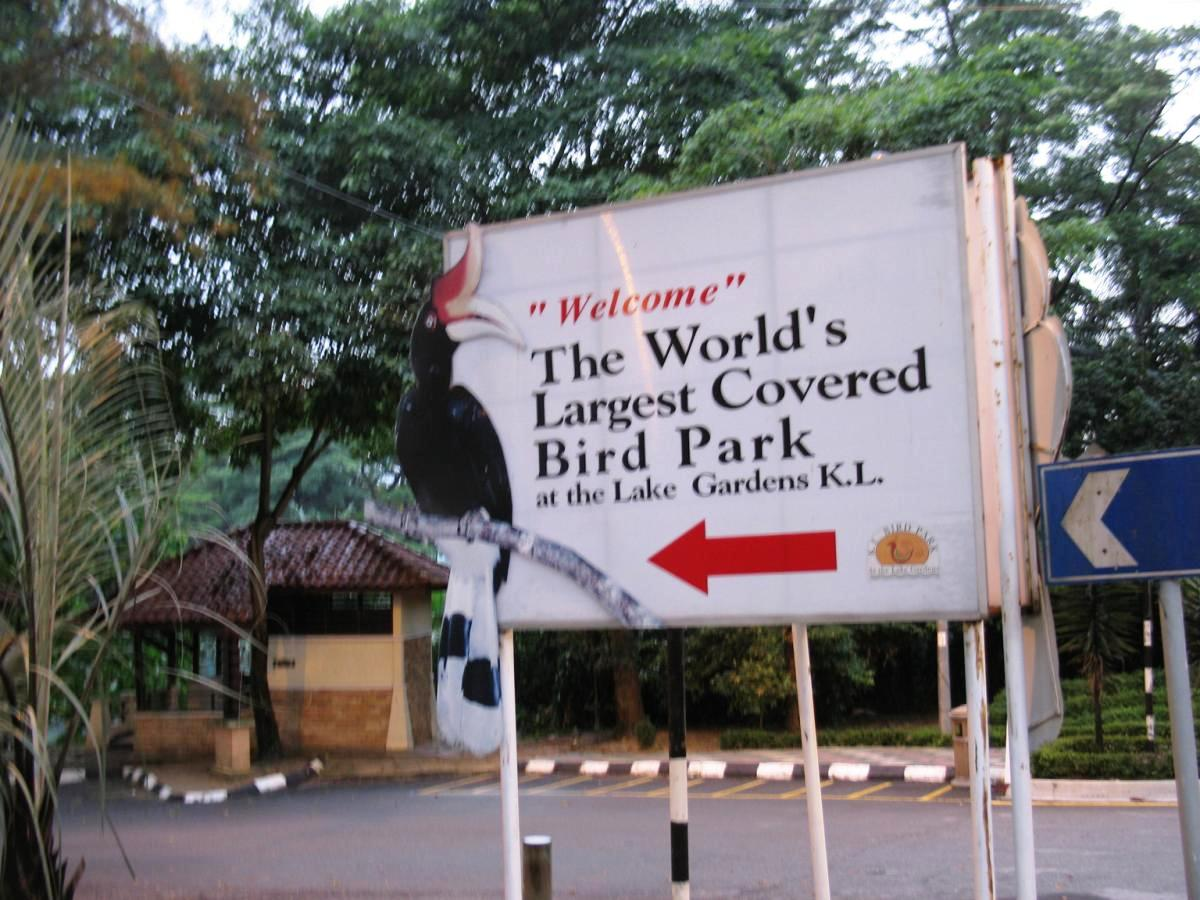
Добро пожаловать!
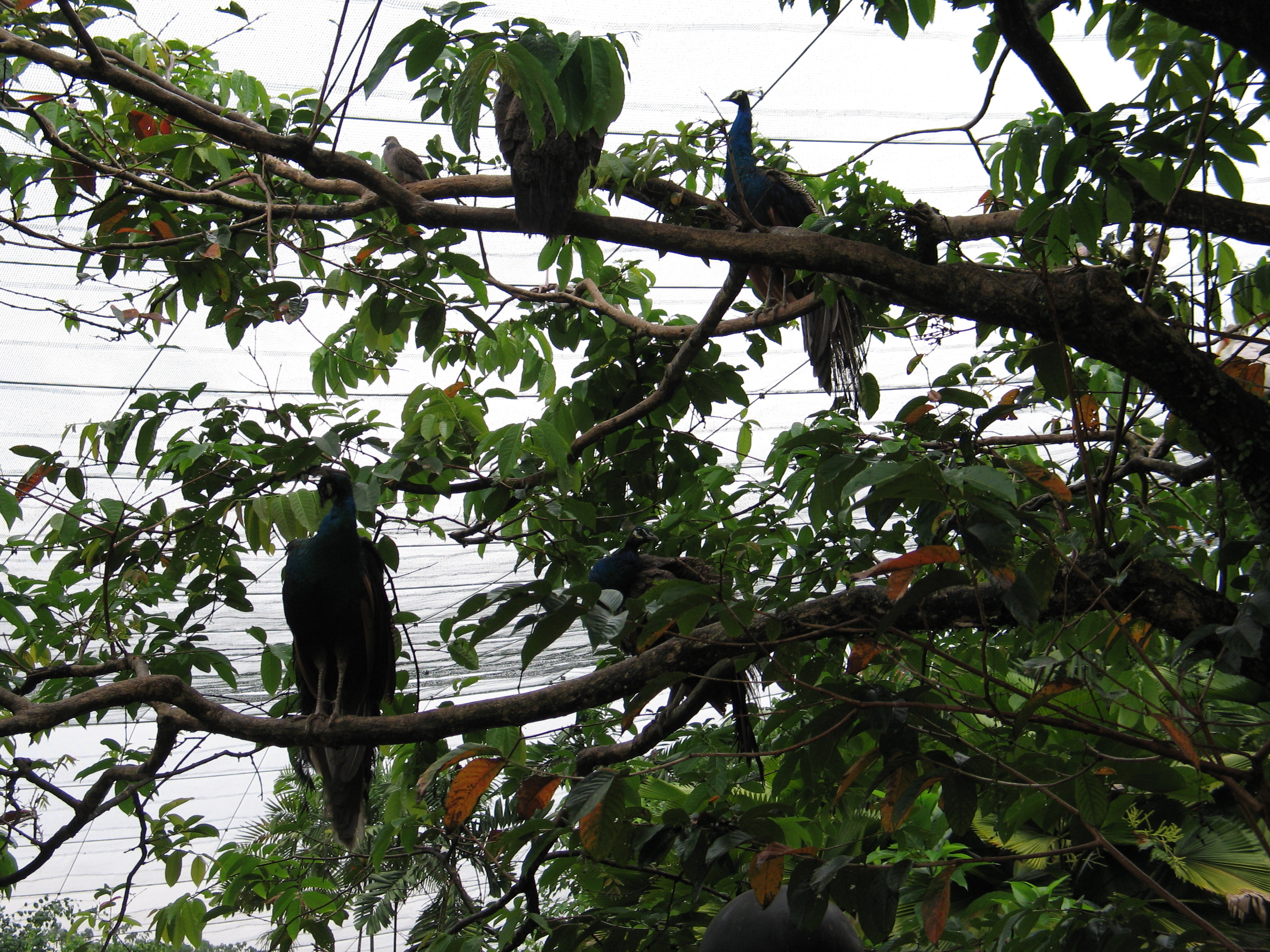
Это и есть «свободный полёт»
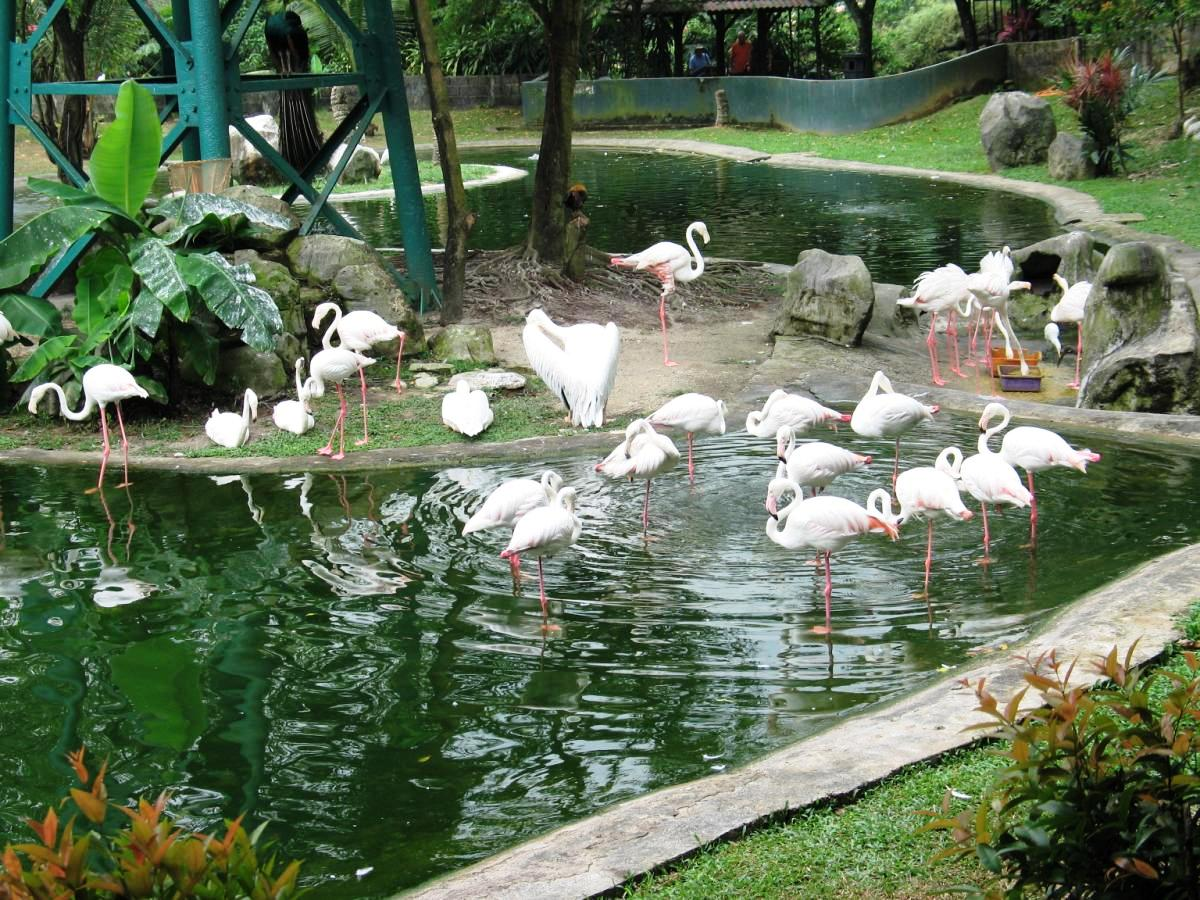
Пруд с фламинго
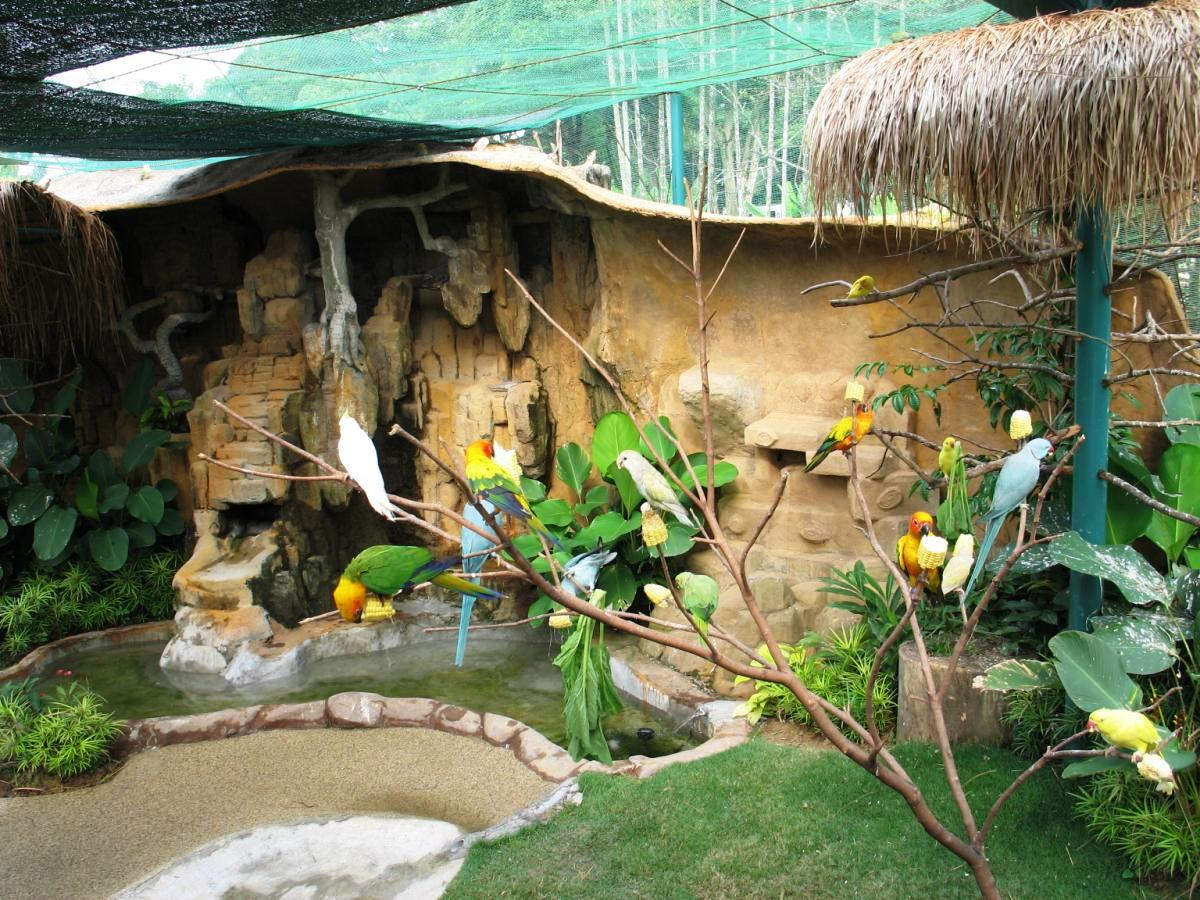
Часть «мира попугаев»
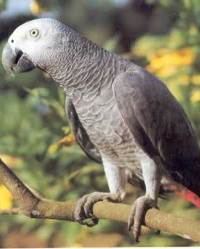
Африканский серый попугай
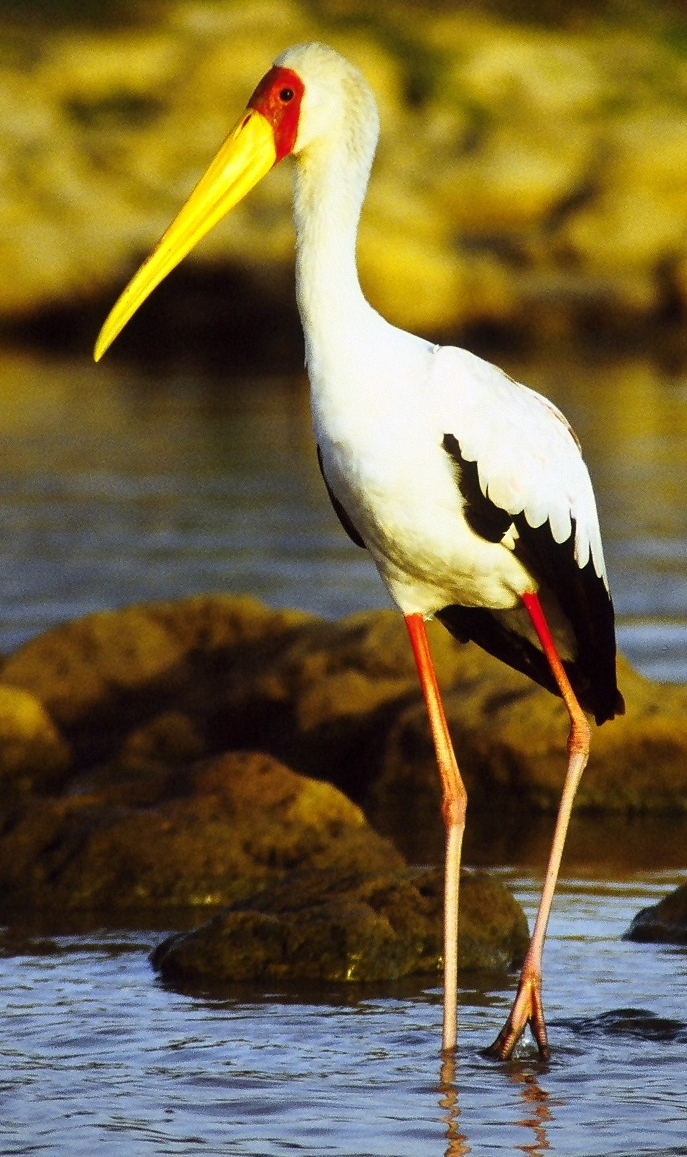
Жёлтоклювый клювач
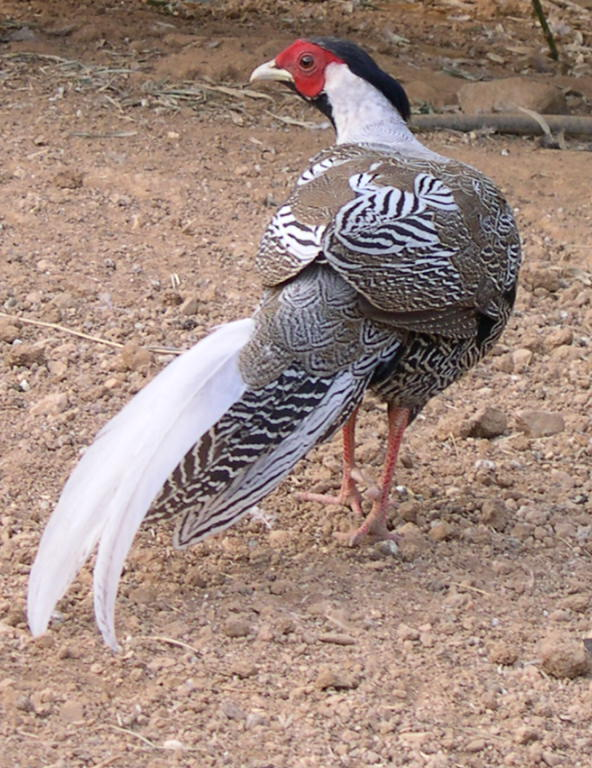
Серебряный фазан (самец)
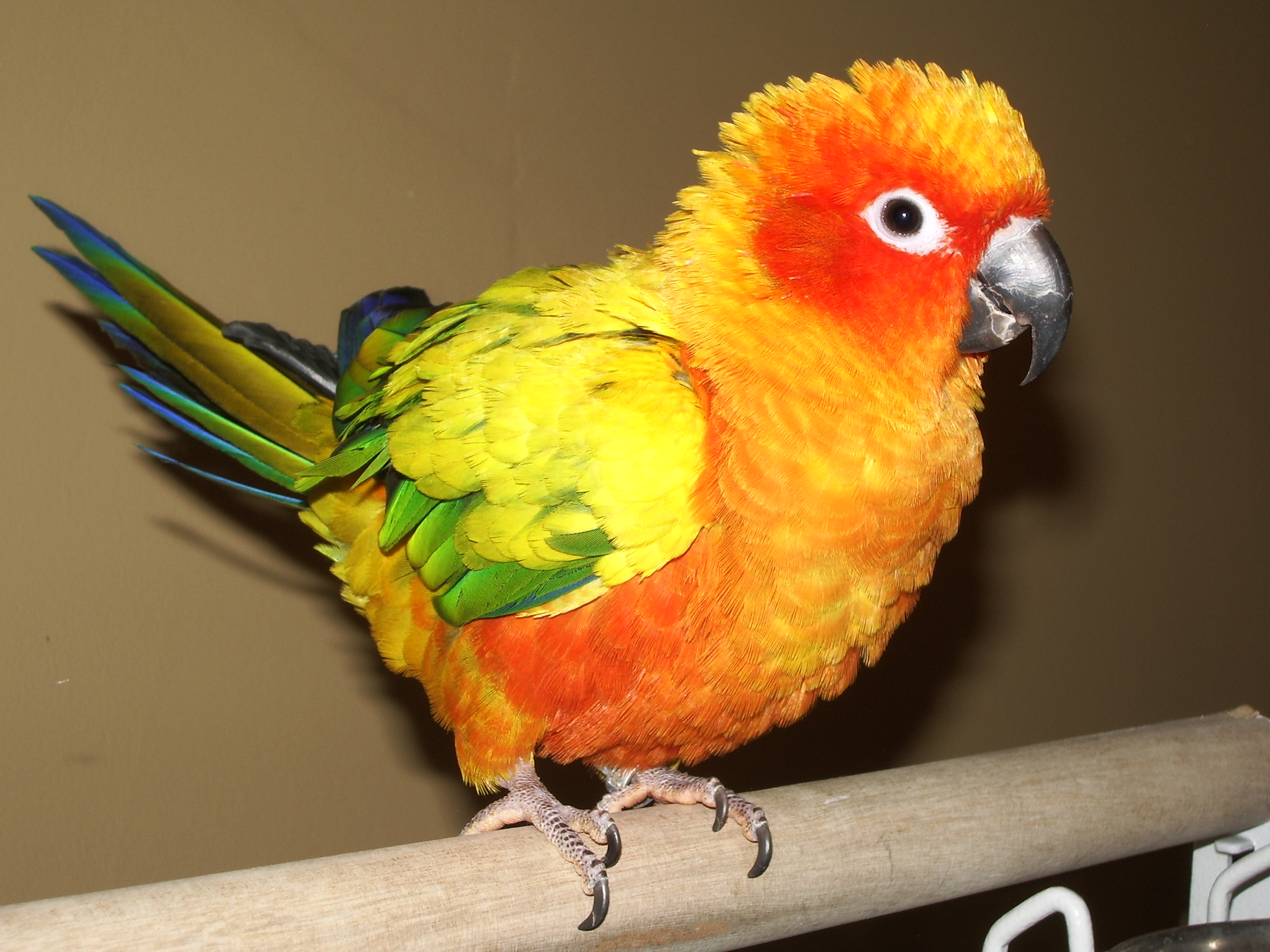
Солнечный аратанга
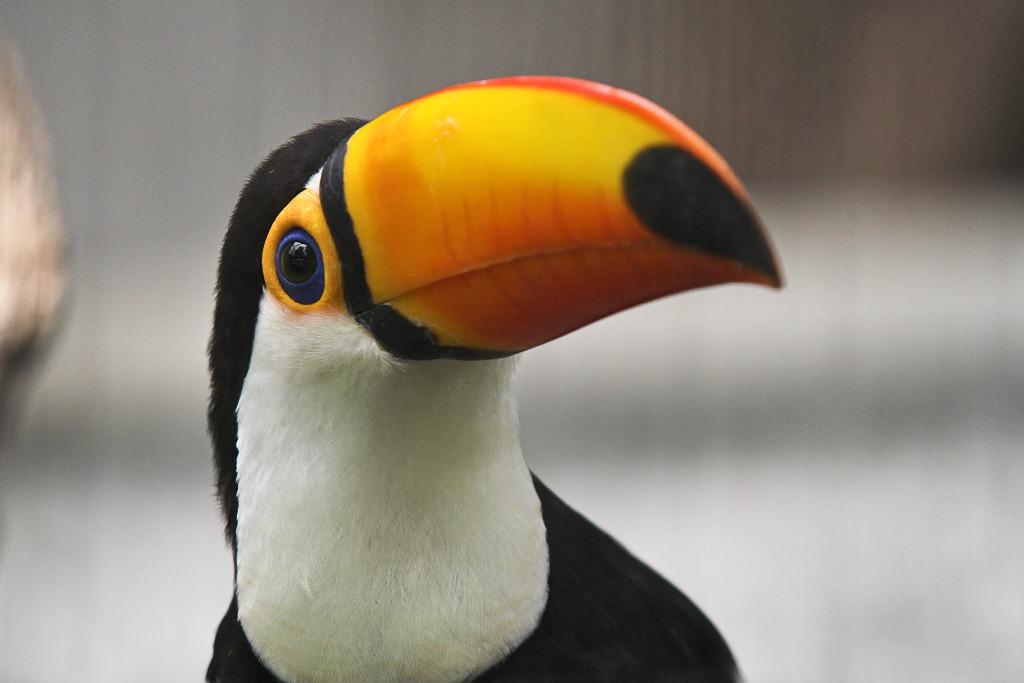
Токо тукан